# لويس أ. فروثينغهام
لويس أ. فروثينغهام هو محامي وسياسي أمريكي، ولد في 13 يوليو 1871 في Jamaica Plain ‏ في الولايات المتحدة، وتوفي في 23 أغسطس 1928 في نورث هيفن في الولايات المتحدة. نشط حزبياً في الحزب الجمهوري. وقد انتخب نائب حاكم ماساتشوستس ‏ (7 يناير 1909 – 1912) وانتخب عضو مجلس نواب ماساتشوستس ‏ وانتخب عضو مجلس النواب الأمريكي ‏.